# Albert Hopff
Albert Hopff (* 1868; † 1926) war ein deutscher Verwaltungs- und Wirtschaftsjurist in Hamburg.

## Leben
Hopff studierte zunächst an der Ruprecht-Karls-Universität Rechtswissenschaft. 1900 wurde er im Corps Vandalia Heidelberg recipiert. Als Inaktiver wechselte er an die Friedrich-Wilhelms-Universität zu Berlin. Nach dem Examen wurde er im Vorbereitungsdienst zum Dr. iur. promoviert. Nach der Assessorprüfung am Hanseatischen Oberlandesgericht trat er in den Hamburger Staatsdienst. Nachdem er Staatsanwalt und Rat bei der Polizei Hamburg gewesen war, wurde er erster Rat bei der Senatskommission für Justizverwaltung. Seit 1909 Syndikus der Hamburg-Amerika-Linie, wurde er 1913 in das Direktorium der HAPAG berufen. Er bearbeitete die juristischen Angelegenheiten und baute das Geschäft nach dem Russischen Kaiserreich aus.